# Trachylepis
Trachylepis ist eine Echsengattung aus der Familie der Skinke (Scincidae). Die 79 Arten sind hauptsächlich in Afrika und Asien sowie auf vielen Inseln des Indischen Ozeans verbreitet, eine Art besiedelt auch die brasilianische Inselgruppe Fernando de Noronha.

## Merkmale
Trachylepis-Arten besitzen bewegliche Augenlider, wobei das untere Augenlid transparent ist. Die Ohröffnung ist offen und das Trommelfell ist mehr oder weniger verborgen. Die Nasenöffnung liegt innerhalb einer einzigen Schuppe. Eine Supranasale (Schuppe oberhalb des Nasenlochs) ist vorhanden. Frontale und Präfrontale sind bei den meisten Arten paarig. Die Interparietale sind normalerweise nicht mit den Parietale zusammengewachsen. Die Schuppen vor der Kloake unterscheiden sich nicht in Bezug auf ihre Form und Größe voneinander.

## Verbreitung
Die Gattung Trachylepis kommt im gesamten Afrika (mit Ausnahme der Sahara), auf Madagaskar und den umliegenden Inseln des südwestlichen Indischen Ozean (Komoren, Seychellen), in Kleinasien, im Nahen Osten, im östlichen Transkaukasien (Armenien, Aserbaidschan), im südlichen Usbekistan und Turkmenistan, in Pakistan, Nepal und Nordindien, sowie, mit je einer Art, auf der Inselgruppe Fernando de Noronha vor der Nordostküste Brasiliens (Trachylepis atlantica) und den Ägäisinseln Samos und Rhodos (Goldmabuye) vor.

## Systematik

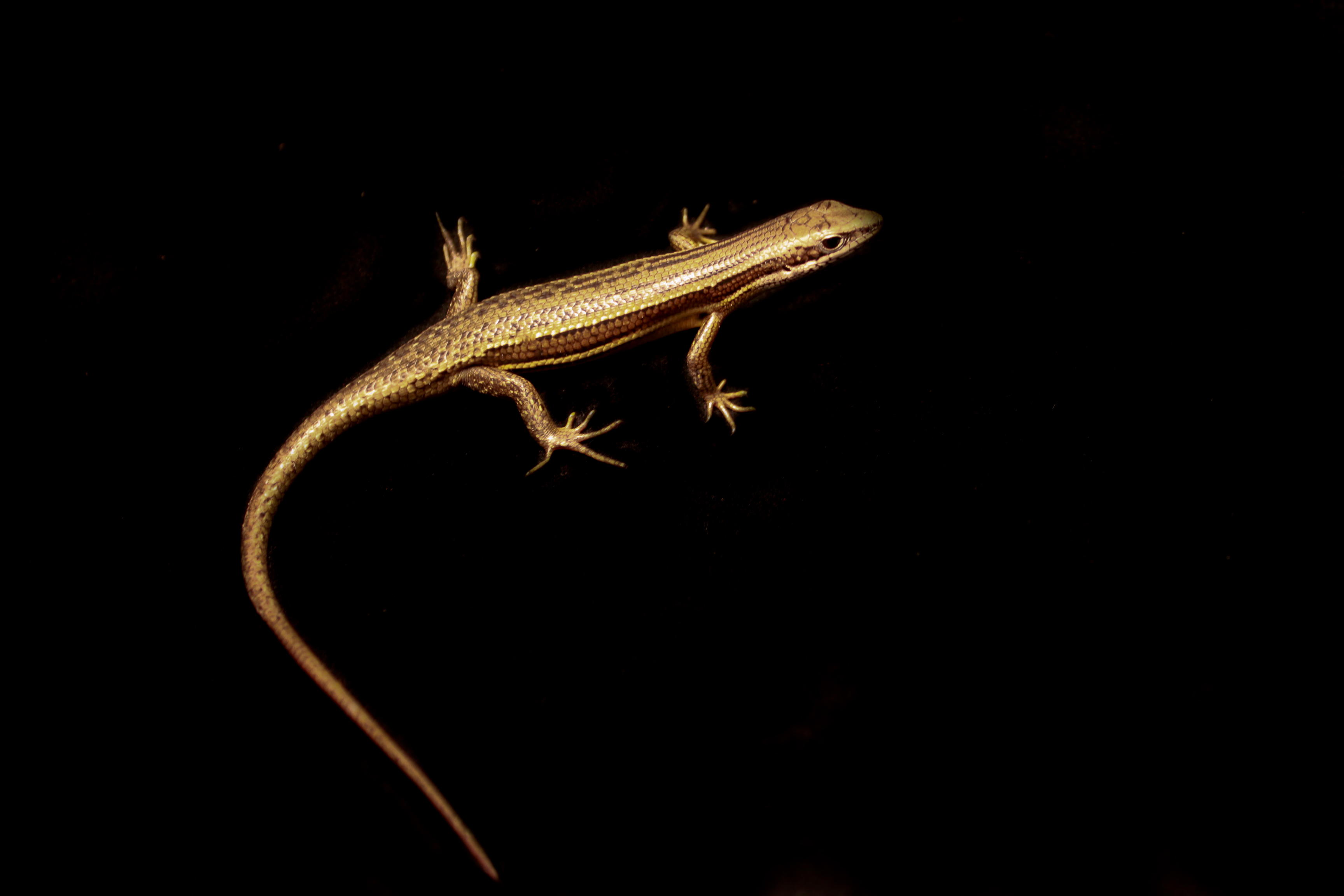
Trachylepis albilabris

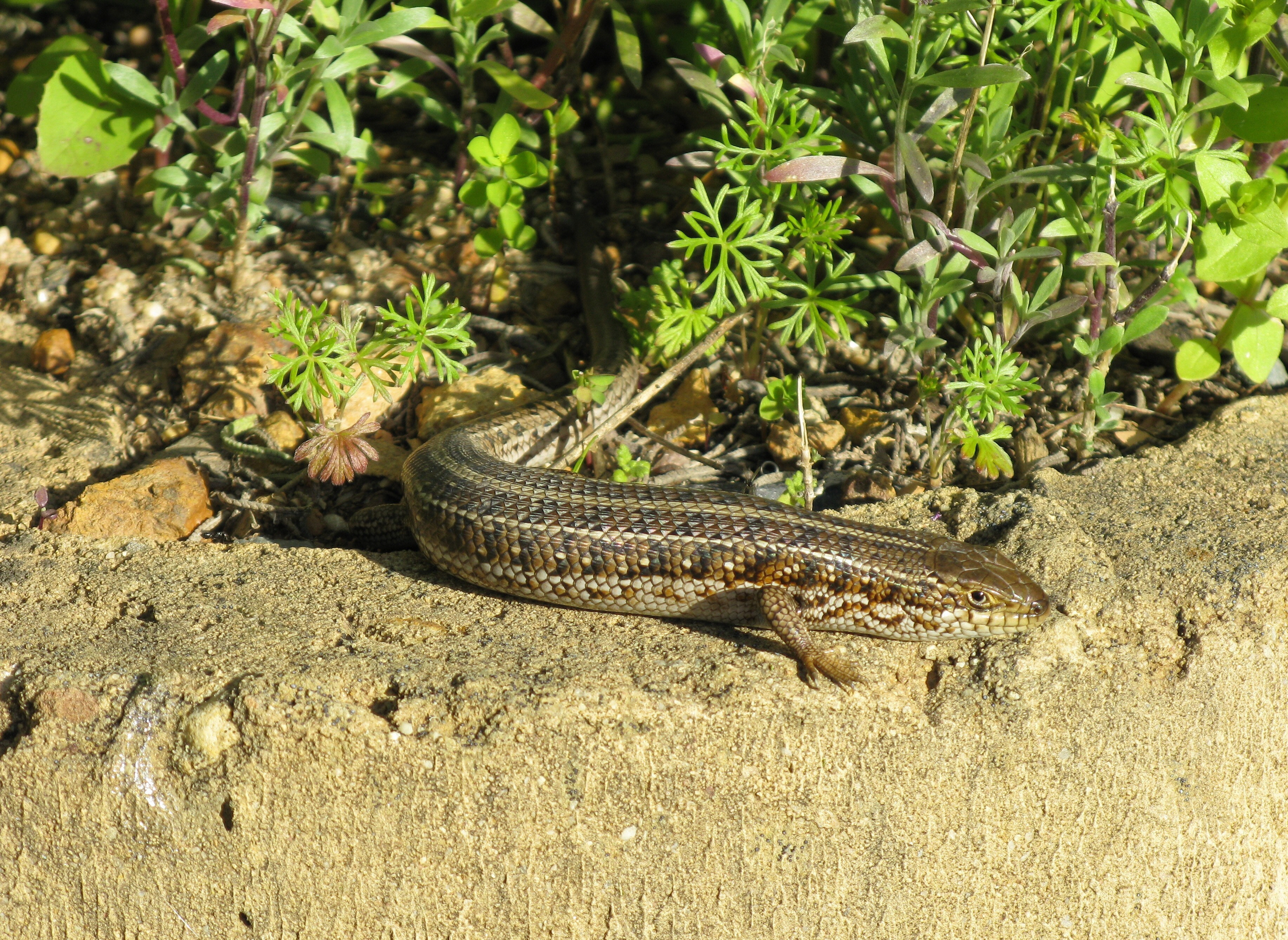
Trachylepis capensis

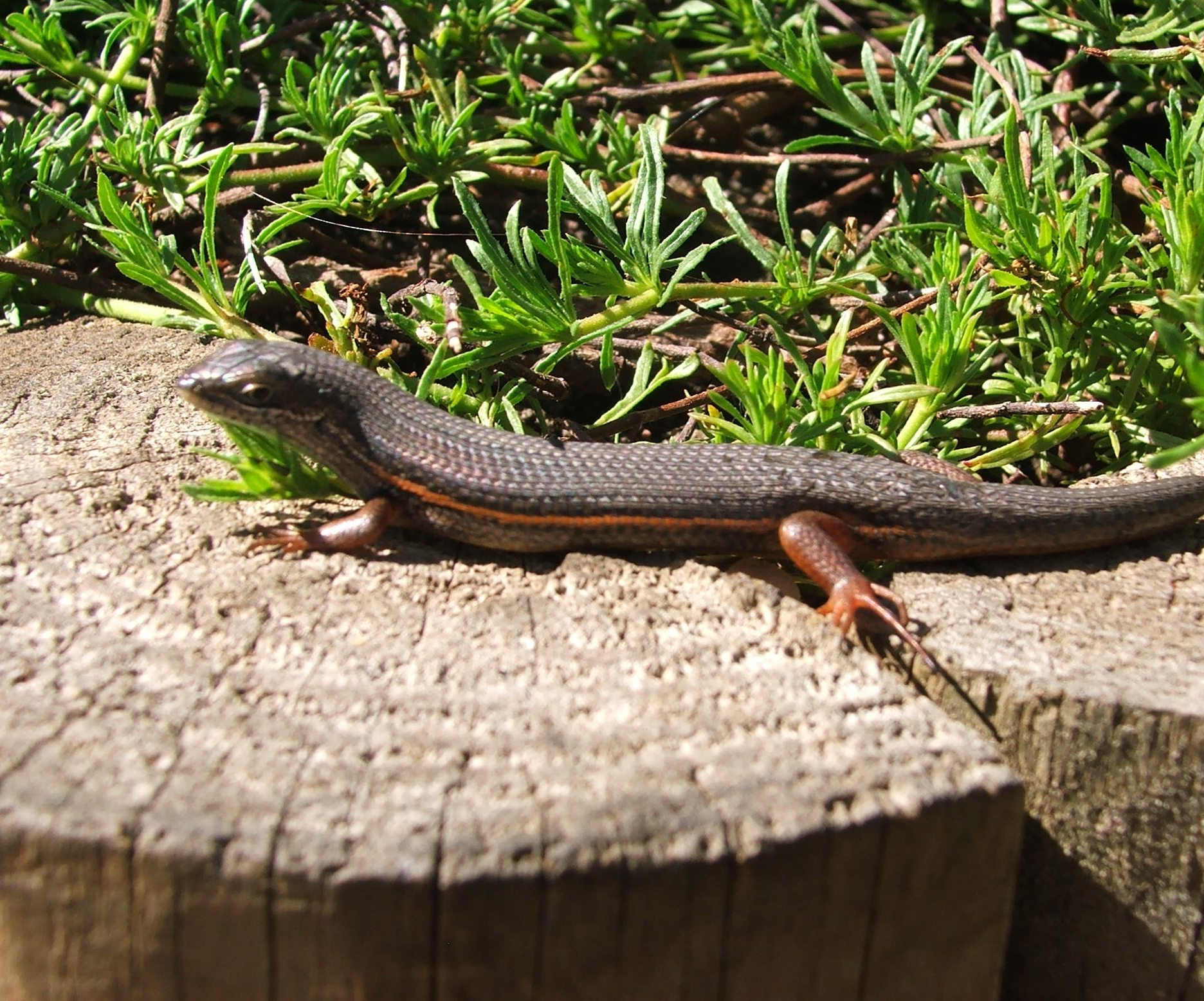
Trachylepis homalocephala

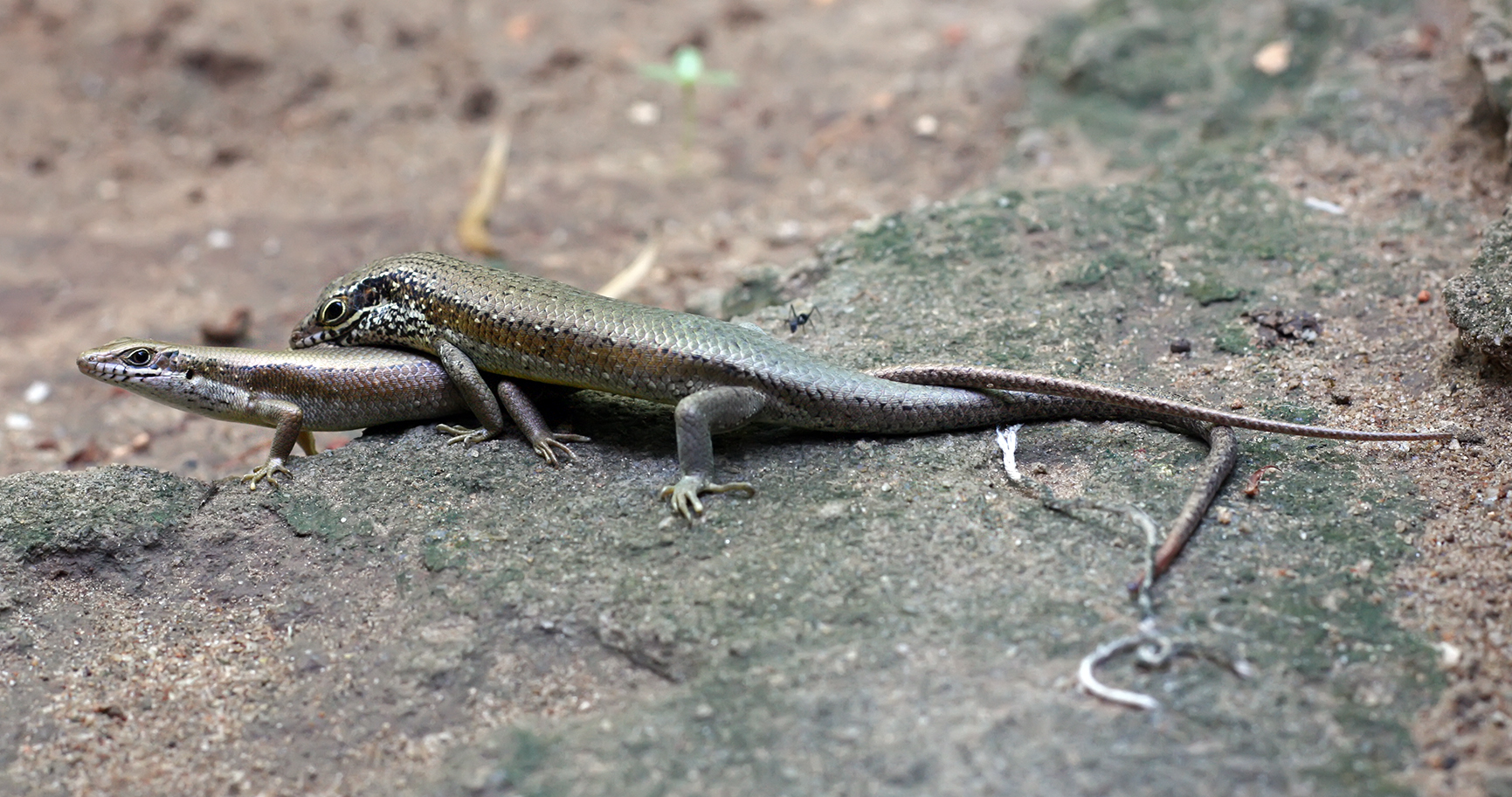
Trachylepis maculilabris bei der Paarung.

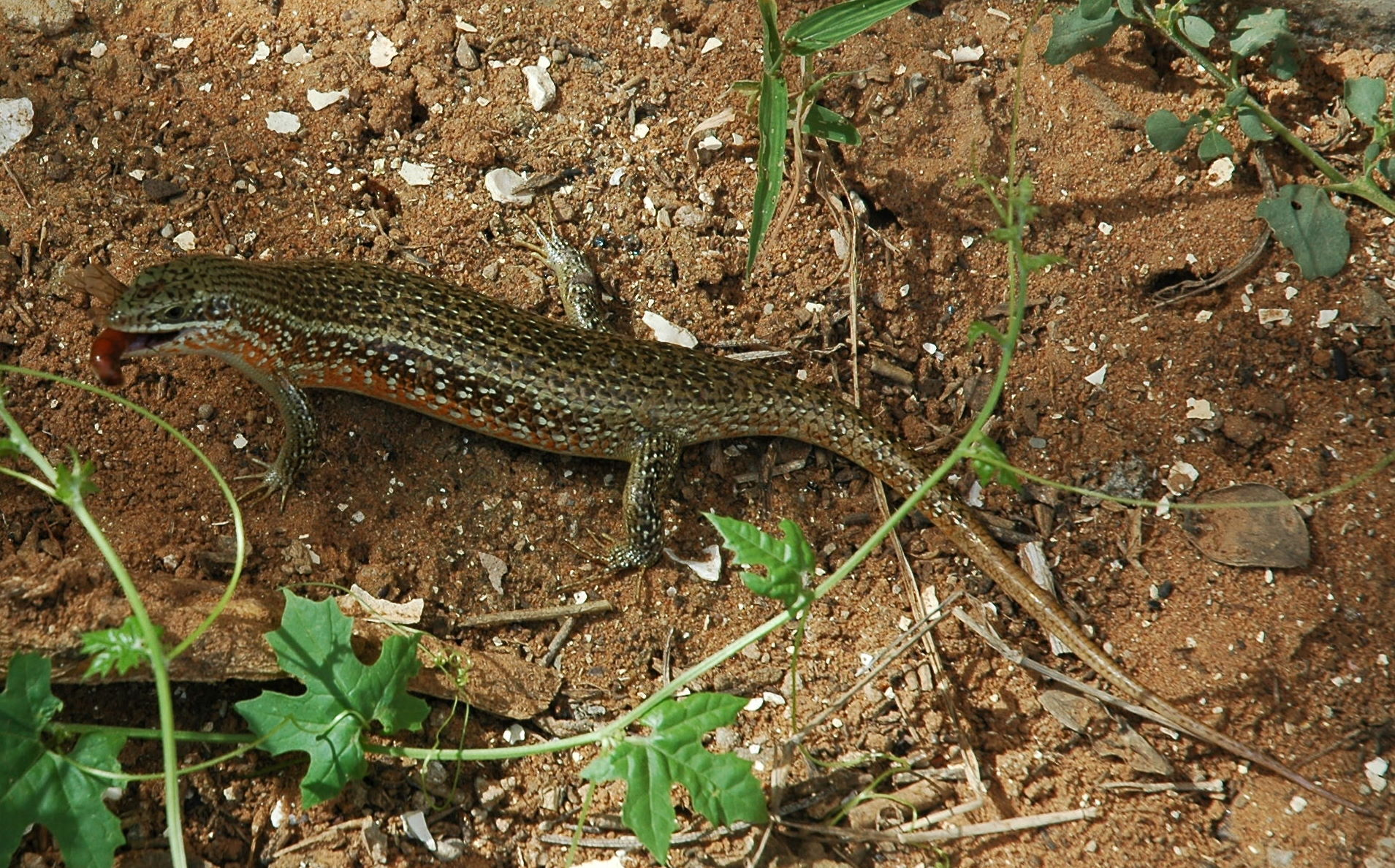
Trachylepis perrotetii

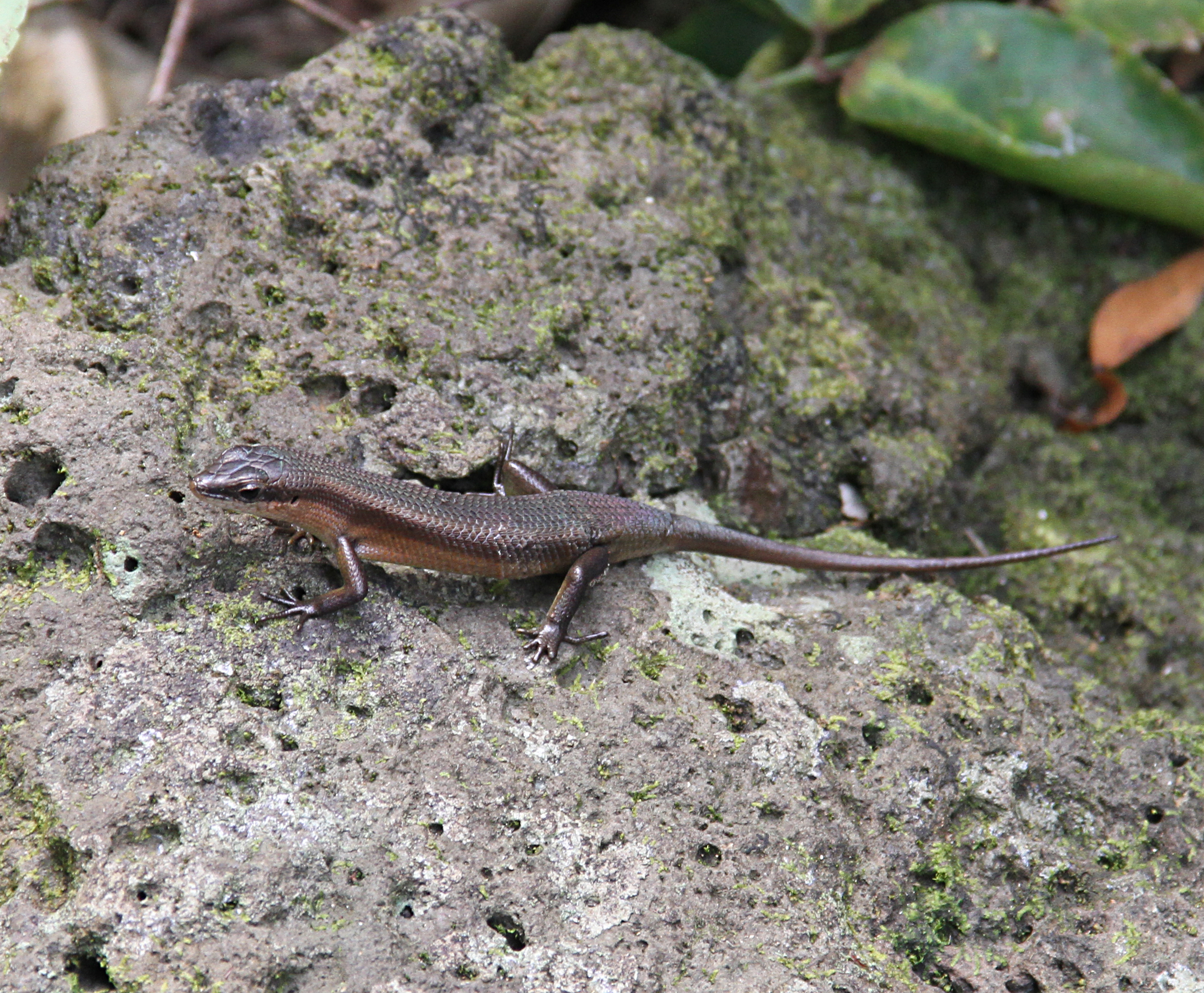
Trachylepis polytropis

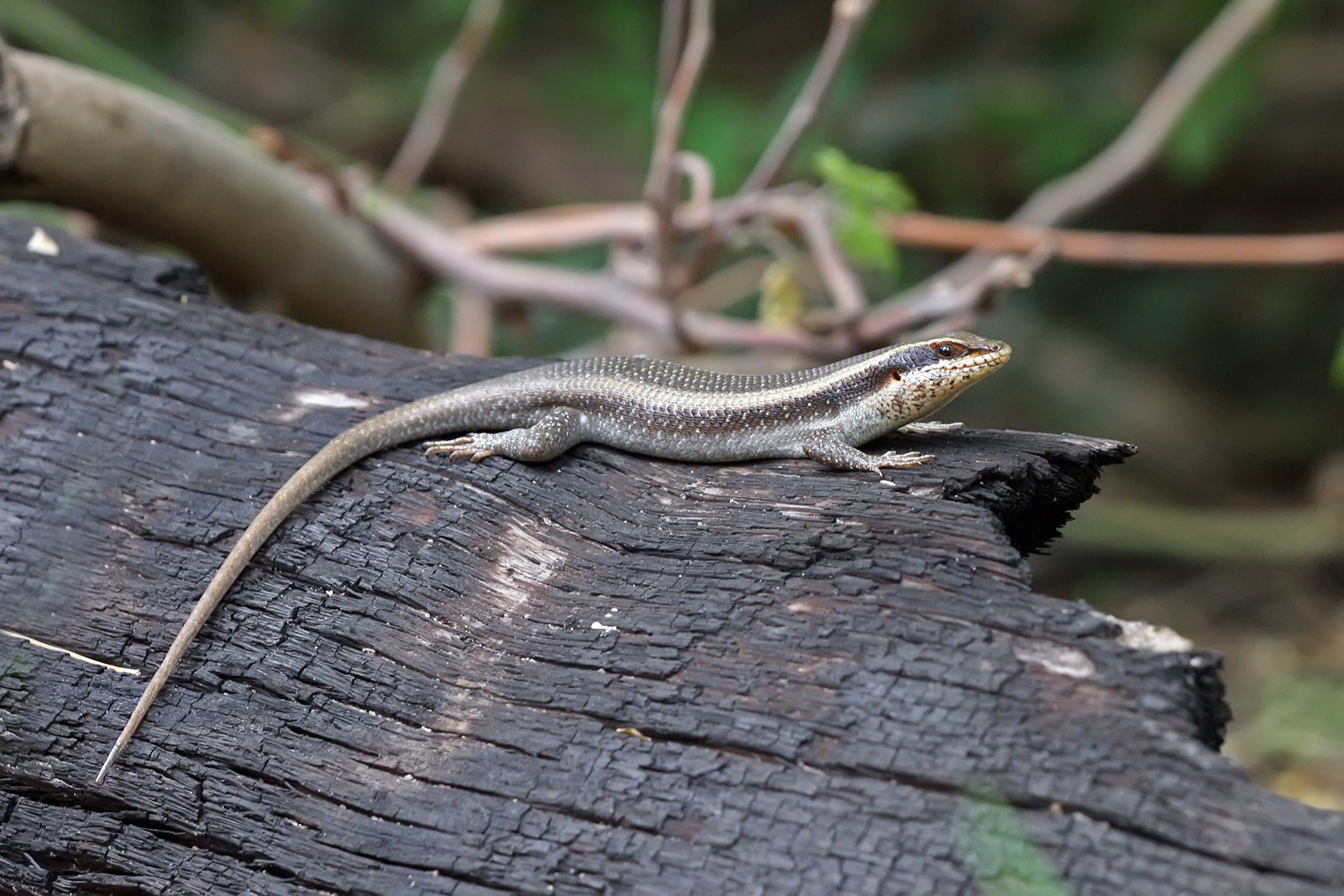
Trachylepis striata

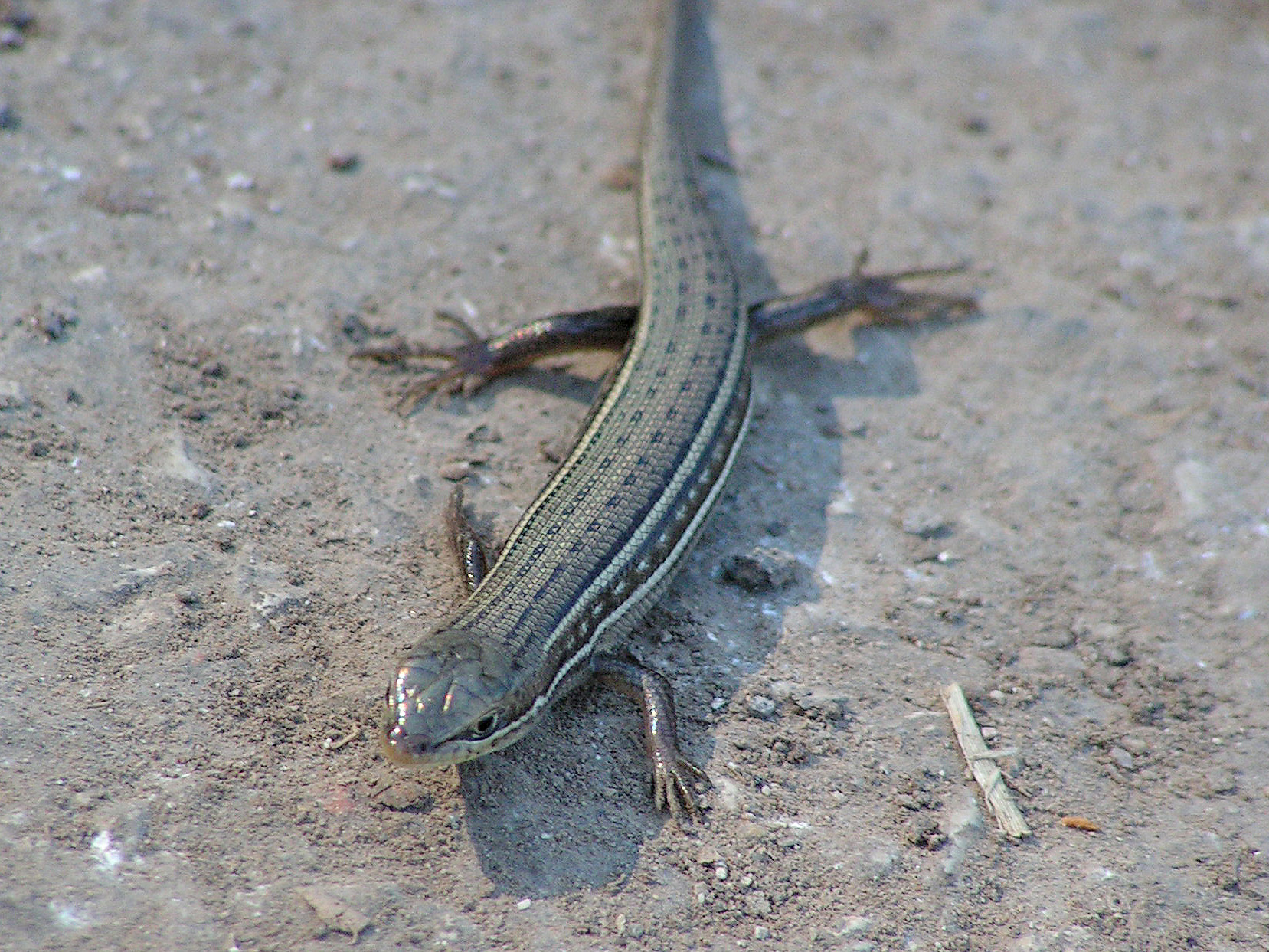
Trachylepis vittata

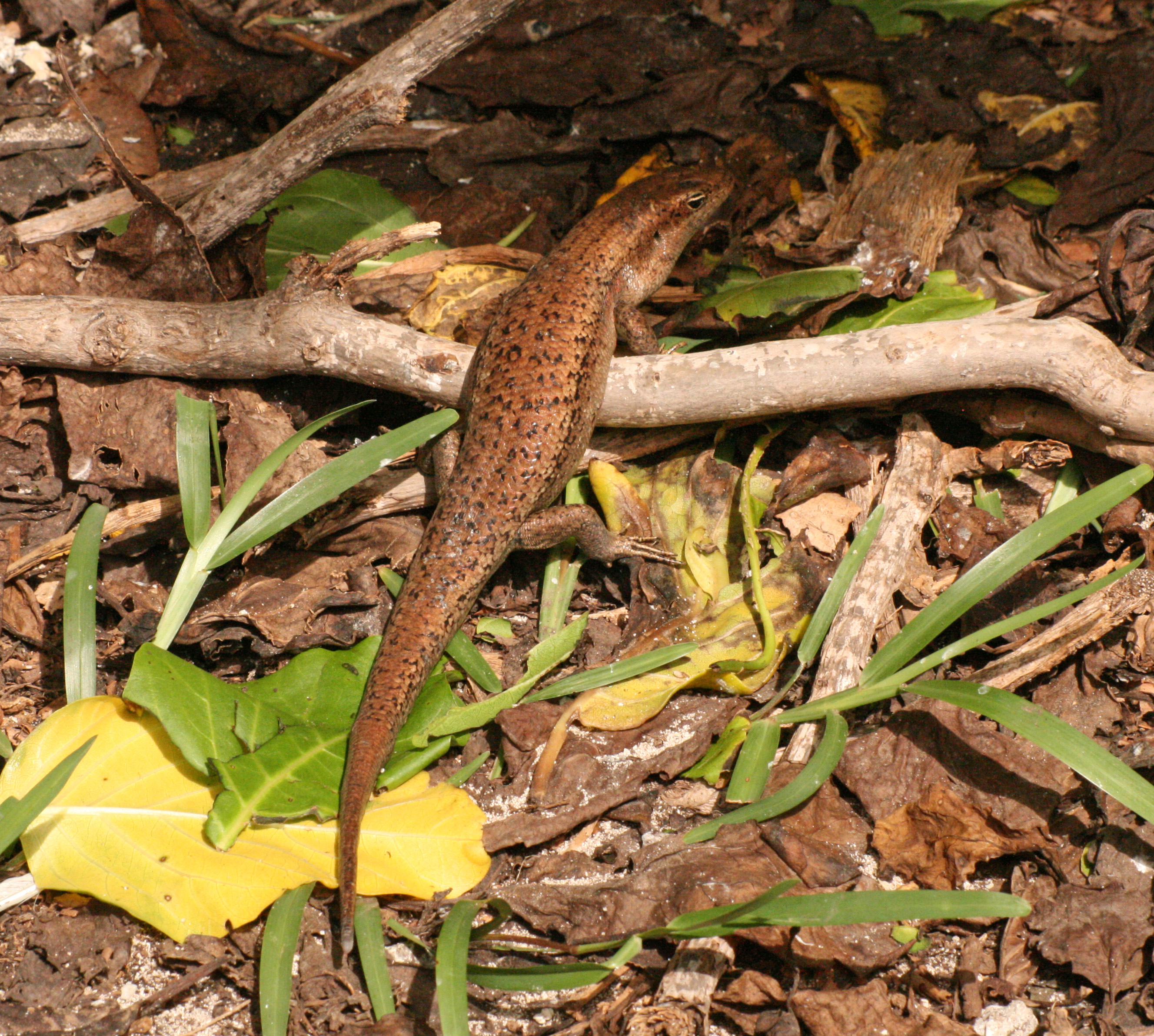
Trachylepis wrightii

Der Gattungsname nimmt Bezug auf die Längskiele auf den Rückenschuppen der Echsen (altgriechisch λεπίς lepís, deutsch ‚Schuppe‘ + τραχύς trachýs, deutsch ‚rau‘, ‚uneben‘), die ansonsten glattschuppig sind (Skinke werden auch Glattechsen genannt).

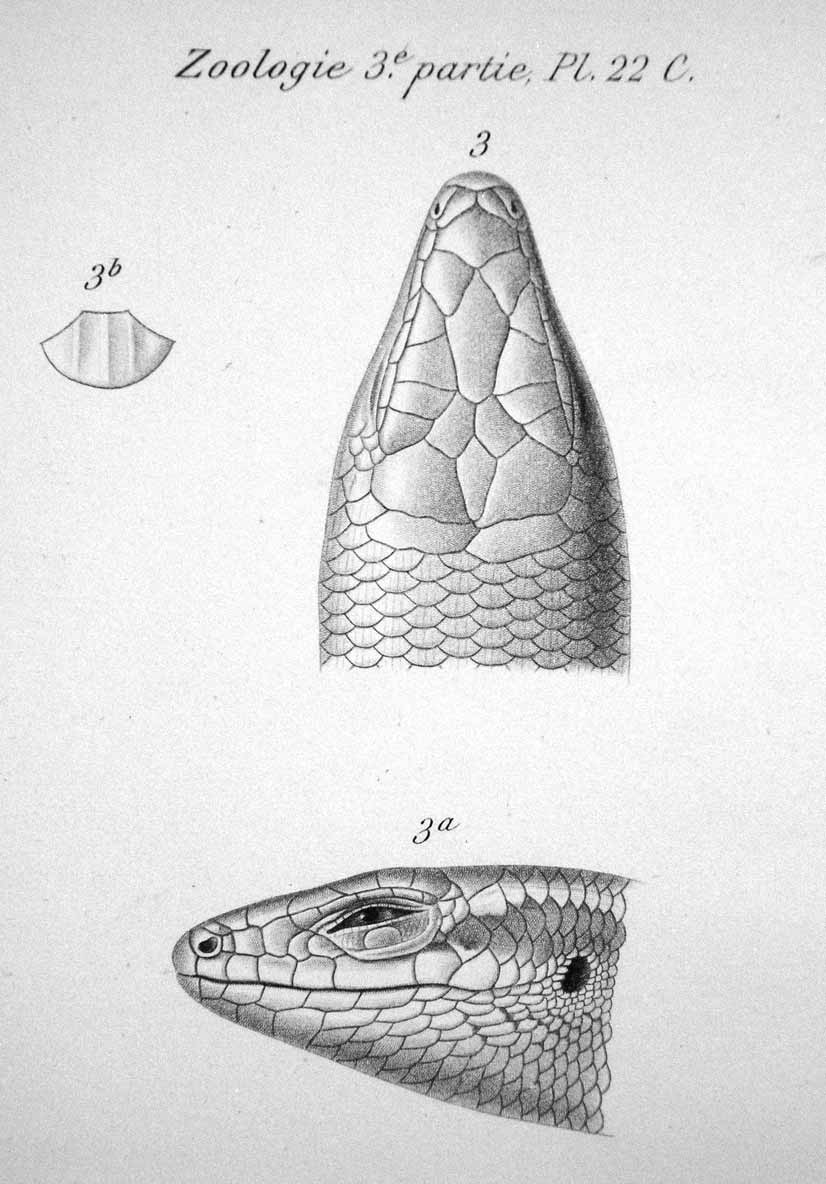
Kopf von Trachylepis maculata. Für die Diagnose der Gattung werden vor allem Merkmale der Kopfbeschuppung herangezogen.

Trachylepis war Teil der Gattung Mabuya. Diese wurde 2002 von Mausfeld aufgrund von genetischen und morphologischen Unterschieden entsprechend ihrer Verbreitungsgebiete in die vier Gattungen Mabuya (Südamerika), Euprepis (Afrika und Madagaskar), Chioninia (Kap Verde) und Eutropis (Asien) aufgespalten.
Da der Gattungsname Euprepis aufgrund der Erstbeschreibung jedoch synonym zu Mabuya ist und dadurch nicht zur Verfügung steht, wird 2003 Trachylepis als gültiger Name der Gattung festgelegt.
The Reptile Database listet 79 Arten für die Gattung Trachylepis auf:
- Trachylepis acutilabris (Peters, 1862)
- Trachylepis adamastor Ceriaco, 2015[5]
- Trachylepis affinis (Gray, 1838)
- Trachylepis albilabris (Hallowell, 1857)
- Trachylepis angolensis (Monard, 1937)
- Trachylepis atlantica (Schmidt, 1945)
- Trachylepis aurata (Linnaeus, 1758)
- Trachylepis aureopunctata (Grandidier, 1867)
- Trachylepis bayonii (Bocage, 1872)
- Trachylepis bensonii (Peters, 1867)
- Trachylepis betsileana (Mocquard, 1906)
- Trachylepis binotata (Bocage, 1867)
- Trachylepis bocagii (Boulenger, 1887)
- Trachylepis boettgeri (Boulenger, 1887)
- Trachylepis boulengeri (Sternfeld, 1911)
- Trachylepis brauni (Tornier, 1902)
- Trachylepis brevicollis (Wiegmann, 1837)
- Trachylepis breviparietalis (Chabanaud, 1917)
- Trachylepis buettneri (Matschie, 1893)
- Trachylepis capensis (Gray, 1831)
- Trachylepis chimbana (Boulenger, 1887)
- Trachylepis comorensis (Peters, 1854)
- Trachylepis cristinae Sindaco, Metallinou, Pupin, Fasola & Carranza, 2012
- Trachylepis depressa (Peters, 1854)
- Trachylepis dichroma Günther, Whiting & Bauer, 2005
- Trachylepis dumasi (Nussbaum & Raxworthy, 1995)
- Trachylepis elegans (Peters, 1854)
- Trachylepis ferrarai (Lanza, 1978)
- Trachylepis gravenhorstii (Duméril & Bibron, 1839)
- Trachylepis hemmingi (Gans, Laurent & Pandit, 1965)
- Trachylepis hildae (Loveridge, 1953)
- Trachylepis hildebrandtii (Peters, 1874)
- Trachylepis hoeschi (Mertens, 1954)
- Trachylepis homalocephala (Wiegmann, 1828)
- Trachylepis infralineata (Boettger, 1913)
- Trachylepis irregularis (Lönnberg, 1922)
- Trachylepis ivensii (Bocage, 1879)
- Trachylepis lacertiformis (Peters, 1854)
- Trachylepis laevis (Boulenger, 1907)
- Trachylepis lavarambo (Nussbaum & Raxworthy, 1998)
- Trachylepis loluiensis Kingdon & Spawls, 2010
- Trachylepis maculata (Gray, 1839)
- Trachylepis maculilabris (Gray, 1845)
- Trachylepis madagascariensis (Mocquard, 1908)
- Trachylepis makolowodei Chirio, Ineich, Schmitz & Lebreton, 2008
- Trachylepis margaritifera (Peters, 1854)
- Trachylepis megalura (Peters, 1878)
- Trachylepis mekuana (Chirio & Ineich, 2000)
- Trachylepis mlanjensis (Loveridge, 1953)
- Trachylepis nancycoutuae (Nussbaum & Raxworthy, 1998)
- Trachylepis nganghae Ineich & Chirio, 2004
- Trachylepis occidentalis (Peters, 1867)
- Trachylepis ozorii Bocage, 1893
- Trachylepis pendeana (Ineich & Chirio, 2000)
- Trachylepis perrotetii (Duméril & Bibron, 1839)
- Trachylepis planifrons (Peters, 1878)
- Trachylepis polytropis (Boulenger, 1903)
- Trachylepis pulcherrima (De Witte, 1953)
- Trachylepis punctatissima (Smith, 1849)
- Trachylepis punctulata (Bocage, 1872)
- Trachylepis quinquetaeniata (Lichtenstein, 1823)
- Trachylepis rodenburgi (Hoogmoed, 1974)
- Trachylepis sechellensis (Duméril & Bibron, 1839)
- Trachylepis septemtaeniata (Reuss, 1834)
- Trachylepis socotrana (Peters, 1882)
- Trachylepis sparsa (Mertens, 1954)
- Trachylepis spilogaster (Peters, 1882)
- Trachylepis striata (Peters, 1844)
- Trachylepis sulcata (Peters, 1867)
- Trachylepis tandrefana (Nussbaum, Raxworthy & Ramanamanjato, 1999)
- Trachylepis tavaratra (Ramanamanjato, Nussbaum & Raxworthy, 1999)
- Trachylepis tessellata (Anderson, 1895)
- Trachylepis varia (Peters, 1867)
- Trachylepis variegata (Peters, 1870)
- Trachylepis vato (Nussbaum & Raxworthy, 1994)
- Trachylepis vezo (Ramanamanjato, Nussbaum & Raxworthy, 1999)
- Trachylepis vittata (Olivier, 1807)
- Trachylepis volamenaloha (Nussbaum, Raxworthy & Ramanamanjato, 1999)
- Trachylepis wingati (Werner, 1908)
- Trachylepis wrightii Boulenger, 1887